# Israel Journal of Mathematics
Israel Journal of Mathematics is een internationaal, aan collegiale toetsing onderworpen wetenschappelijk tijdschrift op het gebied van de wiskunde. De naam wordt in literatuurverwijzingen meestal afgekort tot Isr. J. Math. Het wordt uitgegeven door de Hebreeuwse Universiteit van Jeruzalem (Magnes Press) en verschijnt tweemaandelijks. Het eerste nummer verscheen in 1963.